# Carbachol
Carbachol of Carbacholinium is een direct werkend parasympathicomimeticum dat aan de acetylcholinereceptor bindt en activeert. Het wordt voornamelijk nog in de oogheelkunde gebruikt, maar de stof heeft ook oraal een gelijksoortige werking als pilocarpine. Het geneesmiddel is sinds 1933 in de handel.

## Indicaties
- Bij oogoperaties wordt het middel gebruikt ter verkrijging van volledige miose intra-oculair ingebracht. Het is beschikbaar in Nederland onder de merknaam Miostat®.[2]
- Het middel werd decennialang toegepast bij de behandeling van glaucoom, totdat het door nieuwere middelen werd verdrongen; merknaam Isopto-Carbachol.®